# Tracja

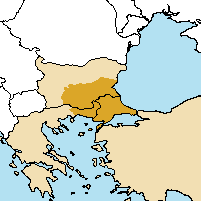
Tracja na tle współczesnych granic Bułgarii, Turcji i Grecji

Tracja (gr. Θρᾴκη, Thraki, łac. Thracia, bułg. Тракия, Trakija, tur. Trakya) – region historyczny i geograficzny położony w Europie Południowej. Obecnie leży w granicach Bułgarii (Tracja Północna), Grecji (Tracja Zachodnia) i Turcji (Tracja Wschodnia), położony m.in. na terenie Niziny Trackiej. Historycznie: starożytna kraina położona między dolnym Dunajem, Morzem Czarnym, Morzem Egejskim i rzeką Strymon (Struma). Z Tracji pochodził prawdopodobnie gladiator Spartakus i św. Emilian z Durostorum.

## Historia

### Tracja przed I w. p.n.e.
Na ziemiach trackich od V w. p.n.e. istniało królestwo założone przez plemię Odrysów. Królestwo Odrysyjskie zostało założone przez króla Teresa I, wykorzystującego upadek perskiej obecności w Europie po nieudanej inwazji na Grecję w 480–479 p.n.e. Teres i jego syn Sitalkes prowadzili politykę ekspansji, sprawiając, że królestwo stało się jednym z najpotężniejszych w swoim czasie. Przez dużą część swojej wczesnej historii pozostawało sojusznikiem Aten i wzięło udział po stronie Aten w wojnie peloponeskiej. 
W IV wieku p.n.e. Tracja była areną złożonych przemian politycznych, na które wpływ miały zarówno wewnętrzne ambicje lokalnych władców, jak i zewnętrzne naciski ze strony sąsiednich potęg. Król Kotys I, władający od 384 lub 383 p.n.e., siłą umocnił władzę centralną. Jednakże, po jego śmierci w 359 roku p.n.e., królestwo zostało podzielone między trzech synów, co osłabiło jedność regionu. Wykorzystując tę sytuację, Filip II Macedoński do 340 roku p.n.e. podbił znaczną część Tracji, rozszerzając swoje wpływy na wschód.
Gospodarka królestwa Odrysów opierała się na rolnictwie. Państwo to nie rozporządzało własną flotą i na morzu polegało na pomocy okrętów kolonii greckich. Rozwój rzemiosła był nierównomierny i prowadzony na mniejszą skalę niż helleński. Ziemie Odrysów były znacznie bogatsze od tych zamieszkiwanych przez Greków, a ustrój rodowo-plemienny wspierał gospodarczą siłę lokalnych arystokratów, co miało często szkodliwy wpływ na jedność królestwa. 

### Tracja jako prowincja rzymska

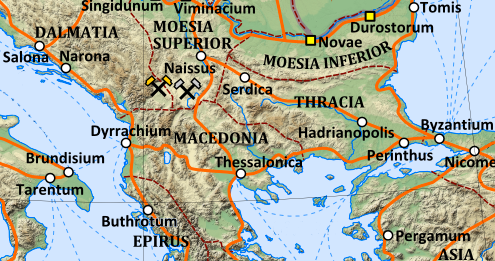
Tracja jako rzymska prowincja w II w. n.e.

Królestwo Odrysów zostało zaatakowane przez Republikę Rzymską pod koniec I wieku p.n.e., a jego rdzenne ziemie stały się państewkami klientelnymi Rzymu. Rzymianie umiejętnie wykorzystywali antagonizmy pomiędzy rodami dla własnych korzyści. Ostatecznie, państwa klienckie zostały zlikwidowane i przekształcone w dwie rzymskie prowincje: Tracja i Mezja w latach 45–46 n.e. Tę ostatnią podzielono w roku 86 n.e. na Mezję Dolną (Moesia Inferior) oraz Mezję Górną (Moesia Superior).  
Rok 46 n.e. uznaje się za rok końca trackiej niepodległości.

### Tracja w średniowieczu
Tracja znajdowała się w granicach Bizancujm (okresowo także pierwszego państwa bułgarskiego), a od 1453 roku była w granicach Imperium Osmańskiego.

## Badania archeologiczne
Badania archeologiczne w Tracji rozpoczęto jeszcze w XIX wieku. W okresie międzywojennym na stanowisku Duvanli (na północ od Płowdiw) poszukiwania prowadził prof. dr hab. Bogdan Fiłow (późniejszy premier Bułgarii). 
Poszukiwania w rejonie Doliny Trackich Królów prowadził Georgi Kitow, znajdując m.in. Grobowiec Seutesa III.